# Reprezentacja Turks i Caicos w piłce nożnej mężczyzn
Reprezentacja Turks i Caicos w piłce nożnej – narodowa drużyna Turks i Caicos – brytyjskiej posiadłości na Karaibach, kontrolowana przez Federację Piłki Nożnej Turks i Caicos (Turks and Caicos Islands Football Association), założoną w 1996 roku. Członkiem CONCACAF została w 1996 roku, a FIFA w 1998 roku. Nigdy nie zakwalifikowała się do finałów Mistrzostw Świata ani Złotego Pucharu CONCACAF. Trenerem reprezentacji jest Oliver Smith.

## Historia
Reprezentacja Turks i Caicos po raz pierwszy w oficjalnych rozgrywkach FIFA pojawili się w 2000 roku, uczestnicząc w kwalifikacjach do Mistrzostw Świata 2002, kiedy to przegrali mecze z Saint Kitts i Nevis wynikiem 14:0.
W kwalifikacjach do mistrzostw świata 2006 przegrała w dwumeczu z reprezentacją Haiti wynikiem 7:0.
6 lutego 2008 roku drużyna ta odniosła zwycięstwo w meczu przeciwko Saint Lucia na swoim stadionie wynikiem 2:1, ale w drugim meczu na stadionie w Saint Lucia przegrała wynikiem 0:2, w kwalifikacjach do Mistrzostw Świata 2010 przez co odpadła z grupy osiągając wynik 3:2.
Reprezentacja Turks i Caicos zajmuje obecnie (7 lipca 2016) 31. miejsce w rankingu CONCACAF oraz 179. miejsce (mężczyźni) i 198. miejsce (kobiety) w Rankingu FIFA.
Według danych z 9 lipca 2011 roku reprezentacja ta rozegrała 22 meczów, z czego wygrała 9 i 4 zremisowała.

## Udział wMistrzostwach Świata
- 1930 – 1962 – Nie brał udziału (był kolonią brytyjską)
- 1966 – 1998 – Nie brał udziału (nie był członkiem FIFA)
- 2002 – 2022 – Nie zakwalifikował się

## Udział wZłotym Pucharze CONCACAF
- 1991 – 1998 – Nie brał udziału (nie był członkiem CONCACAF)
- 2000 – Nie zakwalifikował się
- 2002 – 2003 – Nie brał udziału
- 2005 – Wycofał się w trakcie eliminacji
- 2007 – 2011 – Nie zakwalifikował się
- 2013 – Nie brał udziału
- 2015 – Nie zakwalifikował się
- 2017 – Nie brał udziału
- 2019 – Nie zakwalifikował się
- 2021 – Nie brał udziału

## Udział wPucharze Karaibów
- 1989 – 1998 – Nie brał udziału (nie był członkiem CFU)
- 1999 – Nie zakwalifikował się
- 2001 – 2005 – Nie brał udziału
- 2007 – Nie zakwalifikował się
- 2008 – 2012 – Nie brał udziału
- 2014 – Nie zakwalifikował się
- 2017 – Nie brał udziału